# Wojszyn (województwo opolskie)
Wojszyn (niem. Reilswerk) – kolonia w Polsce, położona w województwie opolskim, w powiecie opolskim, w gminie Murów. Miejscowość wchodzi w skład sołectwa Stare Budkowice.

## Historia
1 października 1948 r. nadano miejscowości, będącej wówczas związanej administracyjnie z Zagwiździem, polską nazwę Wojszyn.

### Demografia
| Rok                | 2006 | 2007 | 2012 |
| Liczba mieszkańców | 55   | 56   | 56   |

(Źródła: .)